# پنی تیلور
پنی تیلور (انگلیسی: Penny Taylor؛ زادهٔ ۲۴ مهٔ ۱۹۸۱) بازیکن بسکتبال اهل استرالیا است.
از باشگاه‌هایی که در آن بازی کرده‌است می‌توان به فینکس مرکوری و باشگاه فوتبال فنرباغچه اشاره کرد.
وی در مسابقات کشوری و بین‌المللی در مجموع برندهٔ ۱ مدال طلا، ۲ مدال نقره، ۲ مدال برنز شده‌است.